# Egyeduta
Egyeduta egykor önálló község, 1935 óta Letenye városrésze.

## Története
Fényes Elek szerint „Egyeduta, magyar falu, Zala vgyében, ut. p. A. Lendva, 613 kath. lak. Határa róna és termékeny. Tartozik gr. Andrásy Károlynő letenyei uradalmához.”
1935-ben Letenyéhez csatolták.